# Marie-Aimée Lullin
Marie-Aimée Lullin (5 de abril de 1751-21 de enero de 1822) fue una entomóloga suiza. Estuvo casada con François Huber, del que fue su ayudante.
El 28 de abril de 1776 contrajo nupcias con el naturalista François Huber (1750-1831), quién era ciego. Las investigaciones de Huber se llevaron a cabo con el apoyo de Marie-Aimée, cuyos ojos fueron los suyos, y el del criado François Burnens. Estos trabajos establecieron las bases del conocimiento científico de la vida de la abeja de la miel.
El cráter de Venus Lullin fue bautizado en su nombre.